# Дорліак Ніна Львівна
Ніна Львівна Дорліа́к (7 липня 1908, Санкт-Петербург — 17 травня 1998, Москва) — російська та радянська камерна і оперна співачка (сопрано), педагог. Народна артистка СРСР (02.07.1990).

## Біографія
Народилася в сім'ї з французьким, англійським та німецьким корінням.
У дитинстві навчалася в німецький гімназії св. Петра (Петришуле) у Санкт-Петербурзі. Первинну музичну освіту отримала у своєї матері К. Н. Дорліак.
У 1932 закінчила Московську консерваторію по класу К. Н. Дорліак. У 1935 закінчила аспірантуру консерваторії також під керівництвом матері.
У 1933—1935 співала в Оперній студії Московської консерваторії партії Мімі («Богема» Дж. Пуччіні), Сюзанни та Керубіно («Весілля Фігаро» У. Моцарта).
З 1935 року виступала в концертах, зокрема, в ансамблі з С. Т. Ріхтером (з 1943). Часто стверджується, що вони начебто одружилися приблизно в цей час, але насправді Дорліак отримала свідоцтво про шлюб лише через кілька місяців після смерті Ріхтера в 1997 році. Вони залишалися компаньйонами приблизно з 1945 року до смерті Ріхтера; дітей у них не було. Автор і кінокритик Інга Карєтнікова у своїх мемуарах вказує на те, їхній «шлюб» мав фіктивний характер. Дослідники висловлюють припущення, що Ріхтер був гомосексуалом, і що наявність супутниці жіночої статі слугувала прикриттям для його справжньої сексуальної орієнтації, оскільки гомосексуальність у СРСР була табуйованою та криміналізованою.
У 1930—1940-ві рр. зі співачкою виступали піаністи-солісти К. Н. Ігумнов, О. Б. Гольденвейзер, М. В. Юдіна, М. І. Грінберг. Не одноразово співала в концертах органіста А. Ф. Гедике.
У концертний репертуар входили романси й забуті оперні арії російських і західноєвропейських композиторів, вокальна лірика радянський авторів (часто була першої виконавицею). Вперше виконала ряд камерних творів С. С. Прокоф'єва і Д. Д. Шостаковича (вокальний цикл «З єврейської народної поезії» (1948—1955)).
Гастролювала за кордоном: Чехословаччина, Китай, Угорщина, Болгарія, Румунія.
У 1961 покинула сцену.
Від 1935 вела педагогічну роботу в Московській консерваторії (з 1947 — професор).
Серед учнів — Т. Ф. Тугарінова, Г. А. Писаренко, А. Є. Ільїна, А. Ф. Гай, В. І. Зарубін, Є. П. Брильова, Р. Г. Кадиров, Е. З. Курмангалієв, А. А. Науменко, Н. І. Бурнашева, М. А. Суханкина, Я. Іванилова, Є. Кичигіна, О. Усов, А. Соболєва, Т. Черкасова, А. Аблабердиєва та ін.
Квартиру Ріхтера у Москві на Великій Бронной вулиці у домі 2/6 співачка заповіла Державному музею образотворчих мистецтв ім. Пушкіна.
Померла 17 травня 1998 року у Москві, не переживши Ріхтера й на рік. Похована на Новодівичому цвинтарі поруч із матір'ю та братом.

## Сім'я
- Батько — Лев Фабіанович Дорліак (1875—1914), фінансист, упродовж багатьох років був особовим секретарем міністра фінансів В. М. Коковцова.
- Мати — Ксенія Миколаївна Дорліак (урожд. Фелейзен) (1881/1882—1945), фрейліна двора Марії Федорівни, згодом радянська оперна артистка (меццо-сопрано), вокальний педагог, музичний і суспільний діяч. Після смерті чоловіка покинула сцену, але з 1920 року відновила виступи. Доктор мистецтвознавства (1941). Заслужений діяч мистецтв РСФСР (1944).
- Брат — Дмитро Львович Дорліак (1912—1938), актор.
- Племінник — Дмитро Дмитрович Дорліак (1937—2018), актор. Після смерті батька з однорічного віку виховувався Ніною Львівною. Останні роки жив у Франції.

## Нагороди та звання
- Заслужена артистка РСФСР (28.12.1946)[10]
- Народна артистка РСФСР (14.03.1979)
- Народна артистка СРСР (02.07.1990)
- Орден Трудового Червоного Прапора (14.10.1966)

## Пам'ять
- У січні 1999 у Москві на Великій Бронній вулиці в домі 2/6 відбулося відкриття Меморіальної квартири Святослава Ріхтера — відділу Державного музею образотворчих мистецтв ім. Пушкіна, де є робочий кабінет Ніни Львівни Дорліак[11].